# Nettuno d'oro
Il Nettuno d'oro è una benemerenza civica conferita dalla Città di Bologna a partire dal 1974 ad aziende, cittadini, istituzioni ed associazioni culturali che hanno onorato con la propria attività professionale e pubblica la città.
Il premio, assegnato con decreto del Sindaco di Bologna, consiste in una riproduzione della statua del Nettuno posta sull'omonima fontana, simbolo della città.

## Elenco dei premiati
| Nominativo | Nominativo                               | Professione                                                                 | Data del conferimento                       | Note                                                                                             |
| ---------- | ---------------------------------------- | --------------------------------------------------------------------------- | ------------------------------------------- | ------------------------------------------------------------------------------------------------ |
|            | Ristorante I Franco                      |                                                                             | 1974                                        |                                                                                                  |
|            | Ubaldo Belli                             | Presidente Corte d'appello di Bologna                                       | febbraio 1975                               |                                                                                                  |
|            | Gen. Renzo Apollonio                     | Comandante Regione Militare Tosco-Emiliana                                  | gennaio 1976                                |                                                                                                  |
|            | Giuseppe Lettieri                        | Questore di Bologna                                                         | gennaio 1976                                |                                                                                                  |
|            | Tommaso Boccardi                         | Segretario Generale del Comune di Bologna                                   | 7 maggio 1976                               |                                                                                                  |
|            | Guido Padalino                           | Prefetto di Bologna                                                         | 25 gennaio 1979                             |                                                                                                  |
|            | Riccardo Boccia                          | Prefetto di Bologna                                                         | 1º settembre 1981                           |                                                                                                  |
|            | Carlo Alberto Cappelli                   | Editore, Sovrintendente dell'Arena di Verona                                | 31 maggio 1982                              |                                                                                                  |
|            | Ruggero Raimondi                         | Cantante lirico                                                             | 5 ottobre 1982                              |                                                                                                  |
|            | Doctor Dixie Jazz Band                   | Gruppo musicale                                                             | 5 marzo 1983                                |                                                                                                  |
|            | Francesco Delitala                       | Ortopedico                                                                  | 27 marzo 1983                               |                                                                                                  |
|            | Aldo Borgonzoni                          | Pittore                                                                     | 10 giugno 1983                              |                                                                                                  |
|            | Carlo Cacciari                           | Gastroenterologo                                                            | 15 settembre 1983                           |                                                                                                  |
|            | Piera Degli Esposti                      | Attrice                                                                     | 28 settembre 1983                           |                                                                                                  |
|            | Gaetano Placitelli                       | Chirurgo                                                                    | 1º dicembre 1983                            |                                                                                                  |
|            | Leonardo Gui                             | Ortopedico                                                                  | 24 novembre 1984                            |                                                                                                  |
|            | Pupi Avati                               | Regista                                                                     | 4 aprile 1985                               |                                                                                                  |
|            | Domenico Campanacci                      | Docente Universitario e studioso di fisioterapia                            | 13 aprile 1985                              |                                                                                                  |
|            | Giuseppe Lenzi                           | Primario Divisione Malattia infettiva                                       | 16 maggio 1986                              |                                                                                                  |
|            | Cesare Musatti                           | Psicanalista                                                                | 27 maggio 1986                              |                                                                                                  |
|            | Leonardo Possati                         | Chiururgo                                                                   | 3 dicembre 1986                             |                                                                                                  |
|            | Sergiu Celibidache                       | Direttore d'orchestra                                                       | 16 febbraio 1987                            |                                                                                                  |
|            | Pietro Tagariello                        | Chirurgo                                                                    | 18 maggio 1987                              |                                                                                                  |
|            | Norma Mascellani                         | Pittrice                                                                    | 16 ottobre 1987                             |                                                                                                  |
|            | Valerio Adami                            | Pittore                                                                     | 17 novembre 1988                            |                                                                                                  |
|            | Padre Michele Casali                     | Fondatore Centro San Domenico                                               | 11 aprile 1990                              |                                                                                                  |
|            | Mario Santandrea                         | Farmacista                                                                  | 19 gennaio 1991                             |                                                                                                  |
|            | Brigata Maiella                          | Formazione partigiana abbruzzese                                            | 21 aprile 1991                              |                                                                                                  |
|            | Pompilio Mandelli                        | Pittore                                                                     | 13 giugno 1992                              |                                                                                                  |
|            | Ilario Rossi                             | Pittore                                                                     | 23 maggio 1994                              |                                                                                                  |
|            | Giovanni Ciangottini                     | Pittore                                                                     | 13 ottobre 1994                             |                                                                                                  |
|            | Quinto Ferrari                           | Cantautore dialettale                                                       | 16 giugno 1995                              |                                                                                                  |
|            | Mariele Ventre                           | Direttrice del Piccolo Coro dell'Antoniano                                  | 10 aprile 1996                              | Premio alla memoria                                                                              |
|            | Alberto Tomba                            | Sciatore                                                                    | 15 giugno 1996                              | Consegnato nel corso di una cerimonia presso il Comune di San Lazzaro di Savena                  |
|            | Enzo Mosino                              | Prefetto di Bologna                                                         | 30 novembre 1998                            |                                                                                                  |
|            | Giuseppe Gagliardi                       | Pittore e regista                                                           | 10 dicembre 1998                            |                                                                                                  |
|            | Orchestra del Teatro Comunale di Bologna |                                                                             | 10 dicembre 1998                            | Cerimonia svolta al Teatro Comunale di Bologna                                                   |
|            | Vittorio Zironi                          | Artigiano, Fondatore Museo della tappezzeria                                | 17 dicembre 1998                            |                                                                                                  |
|            | Henghel Gualdi                           | Musicista                                                                   | 28 dicembre 1998                            | Cerimonia svolta all'Arena del Sole                                                              |
|            | Pierre Marchande                         | Editore                                                                     | 10 aprile 1999                              |                                                                                                  |
|            | Ivo Galletti                             | Imprenditore                                                                | 7 aprile 2001                               |                                                                                                  |
|            | Padre Ernesto Caroli                     | Fondatore Antoniano                                                         | 25 giugno 2001                              |                                                                                                  |
|            | Pierluigi Collina                        | Arbitro di calcio                                                           | 19 luglio 2002                              |                                                                                                  |
|            | Gianluigi Porelli                        | Presidente Virtus Pallacanestro Bologna                                     | 29 ottobre 2002                             |                                                                                                  |
|            | Romano Montroni                          | Libraio                                                                     | 15 novembre 2003                            |                                                                                                  |
|            | Luigi Preti                              | Politico                                                                    | 21 febbraio 2004                            |                                                                                                  |
|            | Bologna Football Club 1909               | Squadra di Calcio                                                           | 7 giugno 2004                               | Alla squadra che vinse il Campionato nel 1964                                                    |
|            | Domenico Marrano                         | Chirurgo                                                                    | 19 novembre 2005                            |                                                                                                  |
|            | Luciano Leonesi                          | Autore e registra teatrale                                                  | 18 maggio 2006                              |                                                                                                  |
|            | Giuseppe Campos Venuti                   | Urbanista                                                                   | 15 settembre 2006                           |                                                                                                  |
|            | Tito Gotti                               | Critico e organizzatore musicale                                            | 5 dicembre 2006                             |                                                                                                  |
|            | Fausto Carpani                           | Cantautore dialettale                                                       | 16 ottobre 2007                             |                                                                                                  |
|            | Ducati Motor Holding                     | Azienda                                                                     | 2 dicembre 2007                             |                                                                                                  |
|            | Vittorio Franceschi                      | Attore, regista e autore teatrale                                           | 15 gennaio 2009                             |                                                                                                  |
|            | Francesco Guccini                        | Cantautore e musicista                                                      | 27 settembre 2010                           |                                                                                                  |
|            | Marino Golinelli                         | Industriale                                                                 | 2 dicembre 2010                             |                                                                                                  |
|            | Giancarla Codrignani                     | Docente di letteratura classica, giornalista, Politologa, Teologa           | 15 marzo 2011                               |                                                                                                  |
|            | Fulvio Alberto Medini                    | Segretario generale e direttore generale del Comune di Bologna              | 25 marzo 2011                               | [ 1 ]                                                                                            |
|            | Marco Di Vaio                            | Calciatore                                                                  | 18 aprile 2011 (Riconsegna: 25 maggio 2012) | Il premio è stato dapprima restituito dal calciatore e successivamente gli è stato riconsegnato. |
|            | Mario Capecchi                           | Premio Nobel per la medicina, genetista                                     | 23 maggio 2012                              |                                                                                                  |
|            | Giovanni Sedioli                         | Presidente Istituto Aldini Valeriani, fondatore Fondazione Aldini Valeriani | 26 ottobre 2012                             |                                                                                                  |
|            | Alex Zanardi                             | Sportivo                                                                    | 16 novembre 2012                            | [ 4 ]                                                                                            |
|            | Aldina Balboni                           | Fondatrice Casa Santa Chiara                                                | 17 maggio 2013                              | [ 5 ]                                                                                            |
|            | Martina Grimaldi                         | Nuotatrice                                                                  | 9 maggio 2014                               |                                                                                                  |
|            | Marco Belinelli                          | Cestista                                                                    | 17 settembre 2014                           |                                                                                                  |
|            | Ezio Bosso                               | Compositore, pianista, direttore d'orchestra                                | 7 novembre 2015                             |                                                                                                  |
|            | Stadio                                   | Gruppo musicale                                                             | 20 gennaio 2017                             |                                                                                                  |
|            | Paolo Fresu                              | Musicista e compositore                                                     | 13 dicembre 2017                            | [ 6 ]                                                                                            |
|            | Franco Grillini                          | Politico e attivista per i diritti LGBT+                                    | 5 dicembre 2018                             |                                                                                                  |
|            | Luigi Lepri                              | Autore dialettale                                                           | 15 marzo 2019                               |                                                                                                  |
|            | Luciano Vandelli                         | Giurista                                                                    | 13 maggio 2019                              |                                                                                                  |
|            | Adriana Lodi                             | Politica                                                                    | 9 novembre 2019                             | [ 7 ]                                                                                            |
|            | Mons.Fiorenzo Facchini                   | Antropologo e Paleontologo                                                  | 9 novembre 2020                             |                                                                                                  |
|            | Vasco Rossi                              | Cantautore                                                                  | 25 novembre 2020                            |                                                                                                  |
|            | Gianni Morandi                           | Cantante                                                                    | 3 marzo 2022                                | [ 8 ]                                                                                            |
|            | Matilde Callari Galli                    | Antropologa                                                                 | 25 marzo 2023                               | [ 9 ]                                                                                            |
|            | Bologna Football Club 1909               | Squadra di Calcio                                                           | maggio 2024                                 | Alla squadra del Campionato 2023-2024 che si qualificò in Champions League dopo 60 anni          |
|            | Vincenzo Italiano                        | Allenatore di calcio                                                        | 23 maggio 2025                              | [ 10 ]                                                                                           |